# Lawrenceville (Géorgie)
Pour les articles homonymes, voir Lawrenceville.
Lawrenceville est une ville des États-Unis, siège du comté de Gwinnett, en Géorgie. Selon l'estimation de 2005, la population de la ville était de 28 393 habitants.

## Démographie
Selon le recensement de 2000, la population était de 28 393 habitants se décomposant ainsi :
- 66,04 % de Blancs
- 23,61 % d'Afro-Américains
- 15,14 % d'hispaniques
- 0,22 % d'Amérindiens
- 3,17 % d'Asiatiques
- 3,87 % d'autres origines ou métis

## Sports
L'équipe de baseball de ligue mineure Triple-A des Braves de Gwinnett de l'International League est basée à Lawrenceville depuis 2009. Elle dispute ses rencontres à domicile au Gwinnett County Ballpark, au nord de la ville.

## Personnalités originaires de la ville
- Robert Craig
- Ezzard Charles
- EJay Day
- Darius Walker
- Courtland Winn
- Brian McCann
- Jeff Francoeur
- Jonathan Babineaux
- Jennifer Ferrin
- Hamilton Jordan
- Junior Samples
- Migos
- Russell Horning
- Takeoff
- Offset